# Onitis coxalis
Onitis coxalis là một loài bọ cánh cứng trong họ Bọ hung (Scarabaeidae).